# Стройников, Семён Михайлович
Семён Михайлович Стройников (1780 — после 1834) — офицер Российского императорского флота, сдал без боя корабль врагу, за что был разжалован из капитанов 2 ранга в матросы, лишён дворянства и наград.

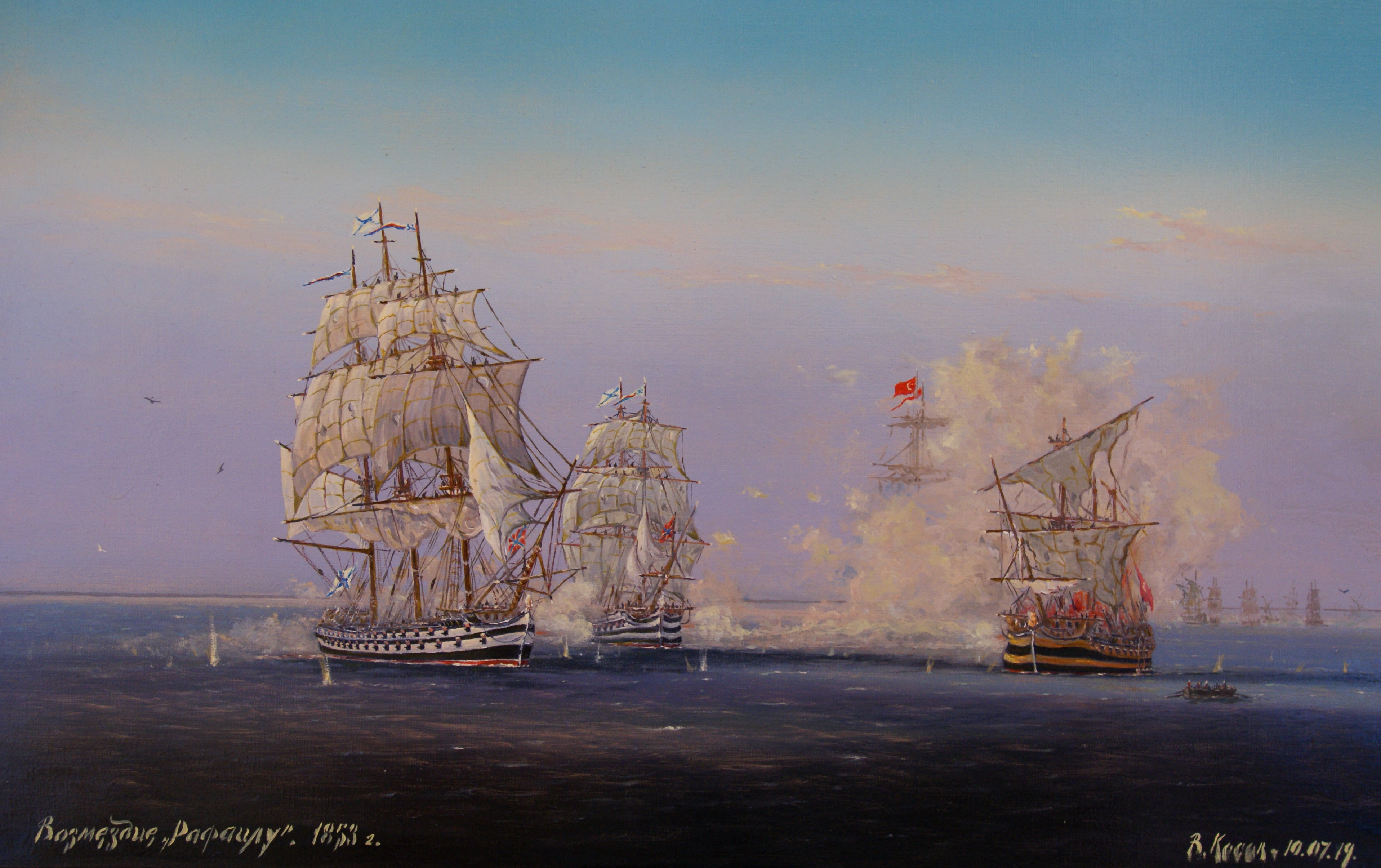
Возмездие "Рафаилу". Синоп.1853 г. художник Владимир Косов

## Биография
Родился в 1780 году. С 20 декабря 1792 года воспитывался в Николаеве, в Черноморском кадетском корпусе, который был в 1798 году переименован в Черноморское штурманское училище; 1 января 1802 года был произведён в гардемарины. В 1802—1803 годах служил на фрегате «Африка», который ходил между Николаевым и Севастополем; 10 июня 1804 года был произведён в мичманы.
В 1804—1809 годах служил на корабле «Исидор», участвовал в переброске русских войск в Поти, а затем перешёл из Севастополя в Корфу, откуда на бригантине «Царь Константин» дважды возвращался в Севастополь. Вновь перешёл в Корфу на бриге «Богоявление». Принимал участие в русско-турецкой войне 1806—1812 годов, участвовал 10 марта 1807 года в бою при взятии острова Тенедоса десантом русской эскадры под командованием адмирала Д. Н. Сенявина, за что был награждён орденом Святого Владимира 4 степени с бантом.
1 марта 1810 года был произведён в лейтенанты флота. С 1811 года служил на Чёрном море офицером на корабле «Победа» и транспорте «Прут». В 1814 году был назначен командиром бригантины «Сухум», которой командовал до 1816 года. В 1817 году был назначен на 74-пушечный линейный корабль «Красной». В 1818—1819 годах командовал брандвахтенной канонерской лодкой № 7 у Керченского пролива. В 1819 году был награждён орденом Святого Георгия 4 класса за 18 морских кампаний. В 1820 году находился адъютантом при своём тесте контр-адмирале Ф. Ф. Мессере, в Севастополе.
28 мая 1821 года был произведён в капитан-лейтенанты. Командовал брандвахтенной канонерской лодкой № 13 у Керченского пролива, затем в 1823 году на 110-пушечном линейном корабле « Император Франц» крейсеровал в Чёрном море. В 1824 году был назначен командиром корвета «Або», который нёс службу на феодосийском рейде.
В 1825 году состоял смотрителем керченского адмиралтейства и транспортной флотилии. С 1826 года командовал бригом «Меркурий», на котором крейсеровал у абхазских берегов. В сентябре 1827 года за отличную дисциплину команды и за соблюдение отличной чистоты брига «Меркурий» от государя Императора получил Благоволение. В 1828 году командуя тем же бригом, ходил у румелийских берегов до Константинопольского пролива и за взятие в плен у Геленджика турецкого транспортного судна с десантом до 300 человек с тремя знамёнами, 30 июня 1828 года награждён орденом Святой Анны 2 степени.
1 января 1829 года был произведён в капитаны 2 ранга и назначен командиром 36-пушечного фрегата «Рафаил». Командование же бригом «Меркурий» Стройников передал своему сослуживцу капитан-лейтенанту Александру Ивановичу Казарскому.

## Сдача корабля врагу
В ходе русско-турецкой войны 1828—1829 годов, фрегат «Рафаил», после ремонта в Севастополе, вышел 1 мая 1829 года во главе отряда кораблей к порту Агатополь, чтобы взять его, но из-за сильного ветра не смог высадить десант и ограничился бомбардировкой крепости. 3 мая фрегат в составе эскадры прибыл в Сизополь, откуда вышел 10 мая и крейсировал у анатолийского берега в районе Синоп — Батум.
11 мая 1829 года на рассвете в 30 милях от анатолийского берега фрегат встретился с турецкой эскадрой из пятнадцати судов: 6 линейных кораблей, 2 фрегатов, 5 корветов и 2 бригов. Фрегат из-за малого ветра не смог уйти от врага и был окружён. На военном совете офицеры корабля приняли решение «драться до последней капли крови» и в крайнем случае взорвать корабль, как того требовал Морской устав 1720 года. Офицер, ведший переговоры, доложил, что команда не хочет погибать и просит сдать судно. Растерявшийся Стройников, выпустив управление из рук, проявил малодушие, пошёл на переговоры с противником и сдал фрегат в плен туркам, приказав спустить флаг.
Турки пересадили офицеров и матросов «Рафаила» на свой флагманский линейный корабль «Реал-бей», а на фрегате «Рафаил» подняли османский флаг. 14 мая 1829 года пленные Стройников и остальные офицеры «Рафаила» наблюдали с борта турецкого корабля бой русского брига «Меркурия» под командованием капитан-лейтенанта Казарского с двумя турецкими 110-пушечными линейными кораблями. Экипаж брига одержал победу в неравном бою, чем увековечил своё имя и за что был награждён кормовым Георгиевским флагом.
Стройников передал из плена рапорт, в котором изложил причины сдачи в плен корабля. Император, которому был доставлен этот рапорт писал в своём указе от 4 июня 1829 года адмиралу Грейгу: «…получил я прилагаемый при сем рапорт командира фрегата „Рафаил“ капитана 2-го ранга Стройникова. Вы увидите из сей бумаги, какими обстоятельствами офицер этот оправдывает позорное пленение судна, ему вверенного; выставляя экипаж оного воспротивившимся всякой обороне, он считает это достаточным для прикрытия собственного малодушия, коим обесславлен в сем случае флаг Российский…». Что касается самого корабля, то император повелел:

«Уповая на помощь Всевышнего, пребываю в надежде, что неустрашимый Флот Черноморский, горя желанием смыть бесславие фрегата „Рафаил“, не оставит его в руках неприятеля. Но когда он будет возвращён во власть нашу, то, почитая фрегат сей впредь недостойным носить Флаг России и служить наряду с прочими судами нашего флота, повелеваю вам предать оный огню».

Фрегат «Рафаил» был переименован турками в «Фазли-Аллах» («Данный богом»), по другим данным в «Ниметулла». Впоследствии, он был выведен из строя турецкого флота, а унаследовавший имя «Фазли-Аллах» фрегат был уничтожен 18 ноября 1853 года в Синопском бою эскадрой вице-адмирала П. С. Нахимова. Нахимов был уверен, что атакует бывший «Рафаил», и рапортовал императору Николаю I об исполнении его воли.

### Суд и наказание
Император в своём указе от 4 июня 1829 года приказал создать комиссию под личным председательством А. С. Грейга для изучения обстоятельств, побудивших капитана 2 ранга Стройникова к сдаче фрегата. После подписания мира между Петербургом и Константинополем, по воле судьбы, капитан 2 ранга Казарский на бриге «Меркурий» доставил из турецкого плена Стройникова и 70 членов экипажа «Рафаила» в Николаев. С 23 ноября 1829 года весь экипаж «Рафаила» состоял под военным судом, который постановил: «Капитана 2-го ранга Стройникова … за несообразное с законами собирание консилиума, причём нерешительностью своею вовлек в такую же нерешительность и всех подчинённых ему офицеров… ; за неправильное донесение о сопротивлении нижних чинов и, что многие из них по причине качки не находились при своих местах и наконец, за сдачу фрегата без боя — казнить смертию. Офицеров за невоспрепятствование, по содержанию артикула 73, сдаче фрегата — казнить смертию. Нижних чинов, за исключением находившихся в крюйт-камерах, трюме и на кубрике, за неприятие мер, по силе того же артикула — казнить смертию по жребию десятого».
Император Николай, получив решение военного суда, 6 июля 1830 года повелел: «Лейтенанта Броуна, мичмана Вердемана, лекаря Дорогоневского, шкиперского помощника Цыганкова и всех нижних чинов — простить. Стройникова, лишив чинов, орденов и дворянского достоинства, сослать в Бобруйск в арестантские роты; прочих офицеров разжаловать в рядовые до выслуги».
11 апреля 1834 года Стройников был освобождён из арестантского состава и записан в матросы на суда Черноморского флота (по другим данным на Белое море). Дальнейшая судьба неизвестна.

## Семья
Стройников был женат на дочери русского вице-адмирала Ф. Ф. Мессера (1765—1829) Елизавете Фоминичне Мессер.
В семье воспитывались два сына — Николай (1813—1872) и Александр (1824—1886). Позорный поступок отца не стал препятствием для служебной карьеры сыновей, оба окончили Морской кадетский корпус, достойно служили на флоте, участвовали в обороне Севастополя, и к концу службы оба получили чин контр-адмирала.
Писатель-маринист В. В. Шигин в своей книге «Неизвестная война императора Николая I» приводит такую версию севастопольской писательницы Валентины Фроловой, которая занималась исследованием жизненного пути моряков Казарского и Стройникова. Якобы они перед началом русско-турецкой войны 1828—1829 годов были влюблены в одну и ту же женщину — молодую вдову морского офицера Вознесенскую. Оба офицера были принимаемы в доме Вознесенской, но если к Казарскому вдова относилась чисто по-дружески, то Стройникову — отдавала явное предпочтение. Стройников и Воскресенская решили, что свадьбу отпразднуют после окончания боевых действий. Но информация о разводе Стройникова с его женой Елизаветой Фоминичной официального подтверждения не имеет.
Вдова Елизавета Стройникова после смерти мужа долгие годы получала ежегодное денежное пособие в размере 100 рублей из сумм Морского ведомства. В 1858 году она получила участок в Севастополе на Екатерининской улице для строительства дома.

## Оценка поступка Стройникова
Случай с экипажем «Рафаила» не был единственным, когда военный корабль под Российским флагом сдался врагу без единого выстрела. В качестве примеров можно привести сдачу без боя фрегата «Спешный» 20 ноября 1807 года в Портсмуте и пленение (также без единого выстрела) эскадры адмирала Д. Н. Сенявина 23 августа 1808 года в Лиссабоне в ходе англо-русской войны 1807—1812 годов. Согласно подписанной адмиралом конвенции вся русская эскадра должна была отправиться в Англию и находиться там до заключения мира между Англией и Россией (что было не только нарушением положений «Морского устава», но и прямым нарушением данных императором Александром I адмиралу инструкций), после чего возвратиться в Россию. Тем не менее, в современной историографии из всех вышеупомянутых случаев именно поступок Стройникова оценивается как проявление малодушия и трусости.
История сдачи фрегата нашла отражение в литературе, в частности, в романах Владислава Крапивина «Бронзовый мальчик» и «Бриг Артемида». Герои произведений ставят под сомнения приведённую выше оценку события и предполагают по ходу развития сюжета, что причиной сдачи фрегата стала не трусость капитана Стройникова. В качестве аргумента приводится тот факт, что Стройников ранее не проявлял себя как трус, был кавалером нескольких орденов, несомненно, хорошо знал положения «Морского устава», касающиеся сдачи боевого корабля неприятелю, и имел представление о том, что ждёт его как капитана в случае такой сдачи. Историк и писатель В. В. Шигин в своей книге «Неизвестная война императора Николая I» высказывает своё мнение о предположениях, сделанных героями Крапивина: «Рассуждать так, как рассуждает В. Крапивин, может только человек весьма далекий от военной службы, а тем более от военно-морского флота. Боевой корабль — это не санитарная повозка, и люди идут в бой, чтобы не прикидывать, выгоднее им в данном случае сдаться сразу или чуть погодя, а для того, чтобы победить или умереть».